# Ivan Čupić
Ivan Čupić, hrvaški rokometaš, * 27. marec 1986, Metković.
Leta 2012 je s hrvaško reprezentanco osvojil bronasto olimpijsko medaljo.